# Contender (voilier)
Le contender est un dériveur léger en solitaire conçu par l'architecte australien Ben Lexcen (en) en 1967. Il est reconnu depuis 1968 par la Fédération mondiale de voile comme une série internationale. Le Contender est présent dans plus de 15 nations réparties sur trois continents.
On compte en 2023 plus de 2 800 contenders, construits en bois ou en résine époxy, les appendices pouvant être en carbone, de même que le mât depuis 2002 et la bôme depuis 2003. La construction amateur est autorisée par les règles de classe.

## Caractéristiques

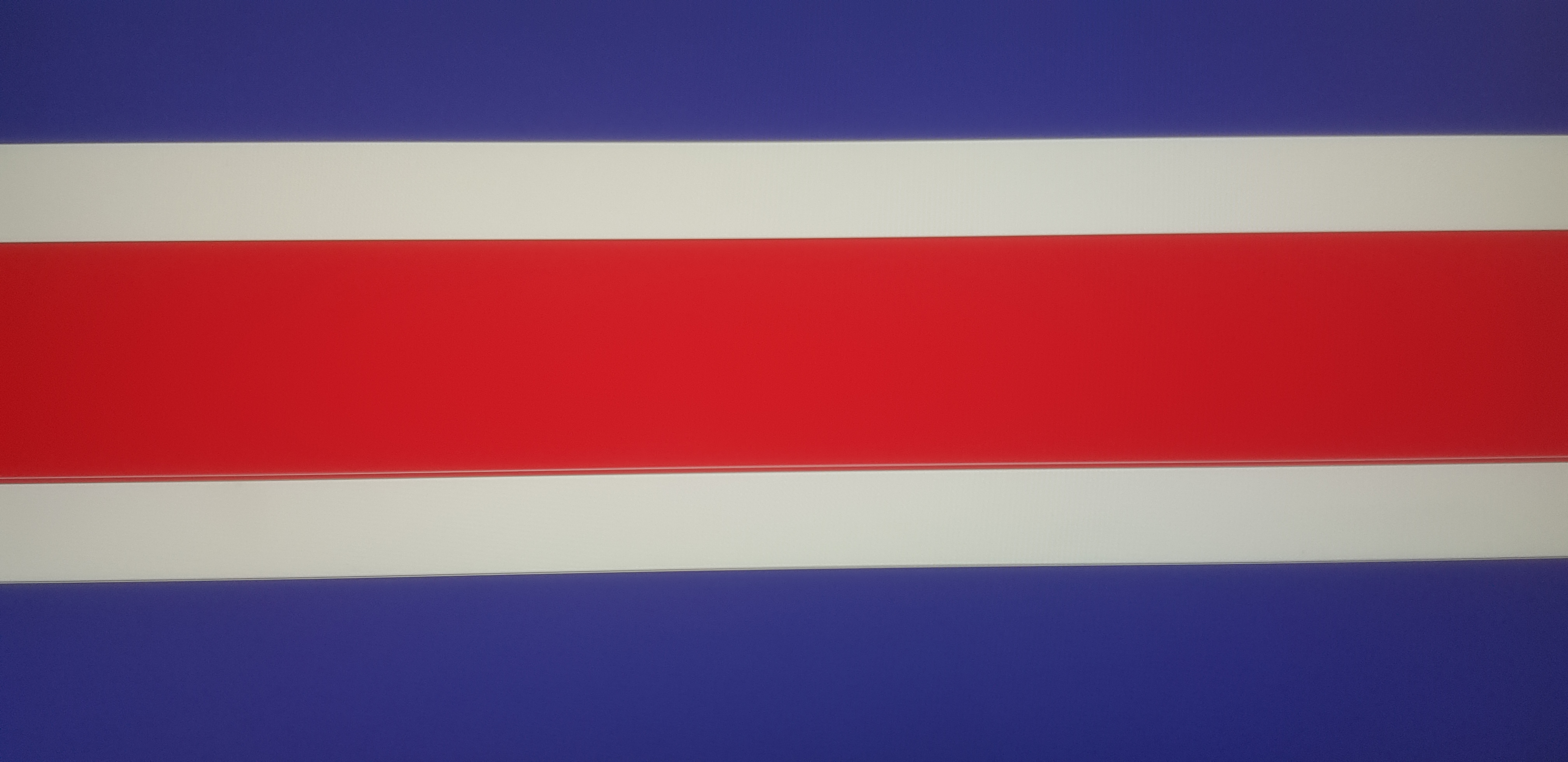
Pavillon "C" présent dans la voile.

- Le Contender mesure 16 pieds, soit 4,88 mètres. Il est large de 1,44 mètre pour une masse en navigation de l'ordre de 100 kg (83 kg maximum pour la coque).
- La voile a une surface de 10,80 m2.
- Son rating FFVoile est de 970, catégorie « Fast ».
- La présence d'un trapèze permet à des barreurs ou barreuses d'un poids compris entre 60 et 100 kg d'être compétitifs. On rencontre des contenders autant sur les plans d'eau intérieurs qu'en mer ouverte.

## Compétitions
Les règles de classe et de championnat sont régies par l'International Contender Association. Des championnats du Monde sont organisés annuellement sur un des trois continents où le Contender est représenté : l'Europe, l'Amérique du Nord ou l'Australie. Afin qu'il y ait chaque année une grande compétition internationale en Europe, un championnat européen est tenu les années où le championnat du monde a lieu sur un autre continent. Ces grandes compétitions réunissent généralement plus de 100 concurrents, hommes ou femmes, d'un âge compris entre 16 et plus de 60 ans.
En 2019, le championnat du monde, en baie de Quiberon, a rassemblé 127 concurrents.
Des championnats nationaux ont lieu chaque année dans une dizaine de pays.